# Ford S-Max
Ford S-Max – samochód osobowy typu minivan klasy średniej produkowany pod amerykańską marką Ford w latach 2006–2023.

## Pierwsza generacja

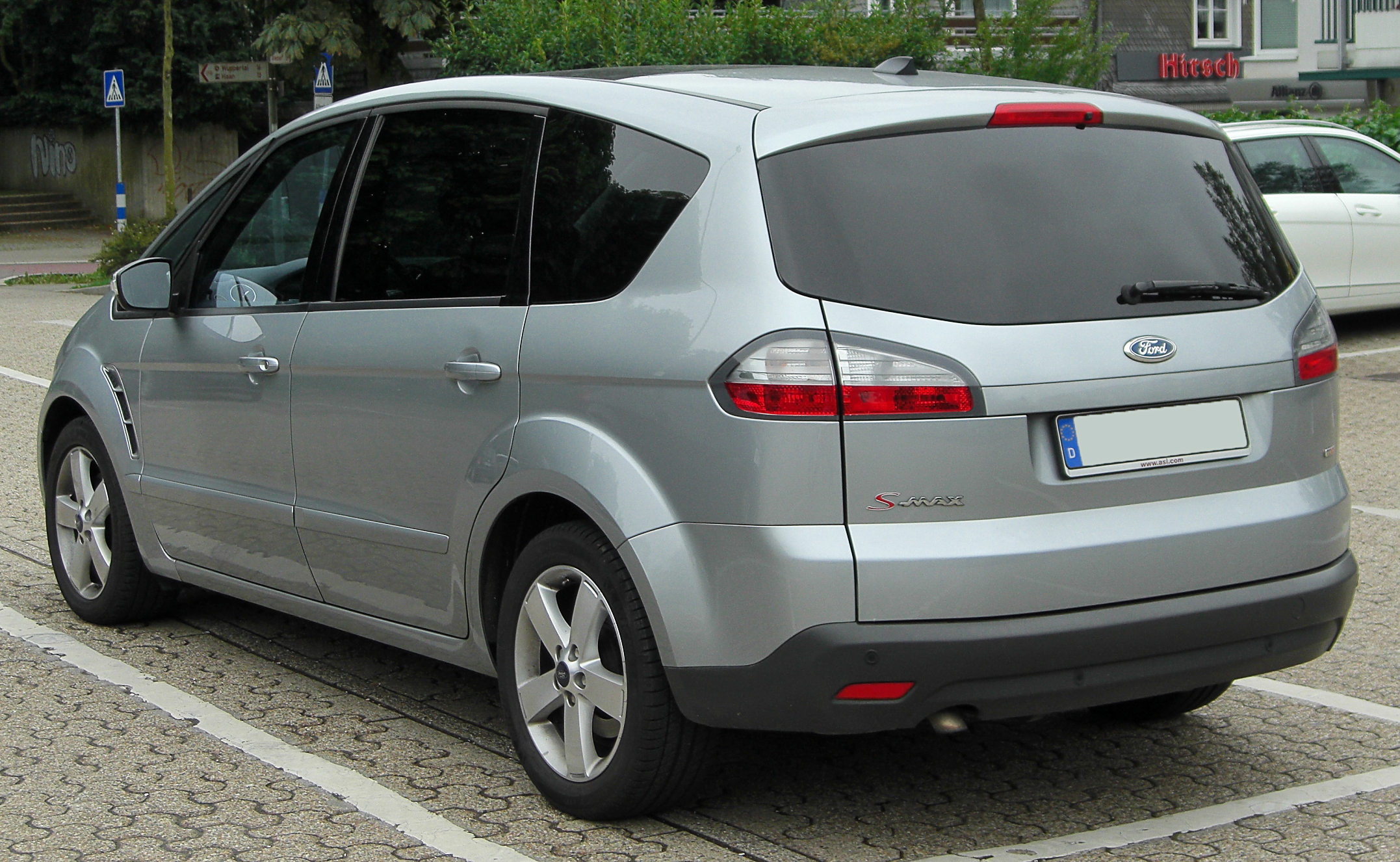
Ford S-Max I - tył

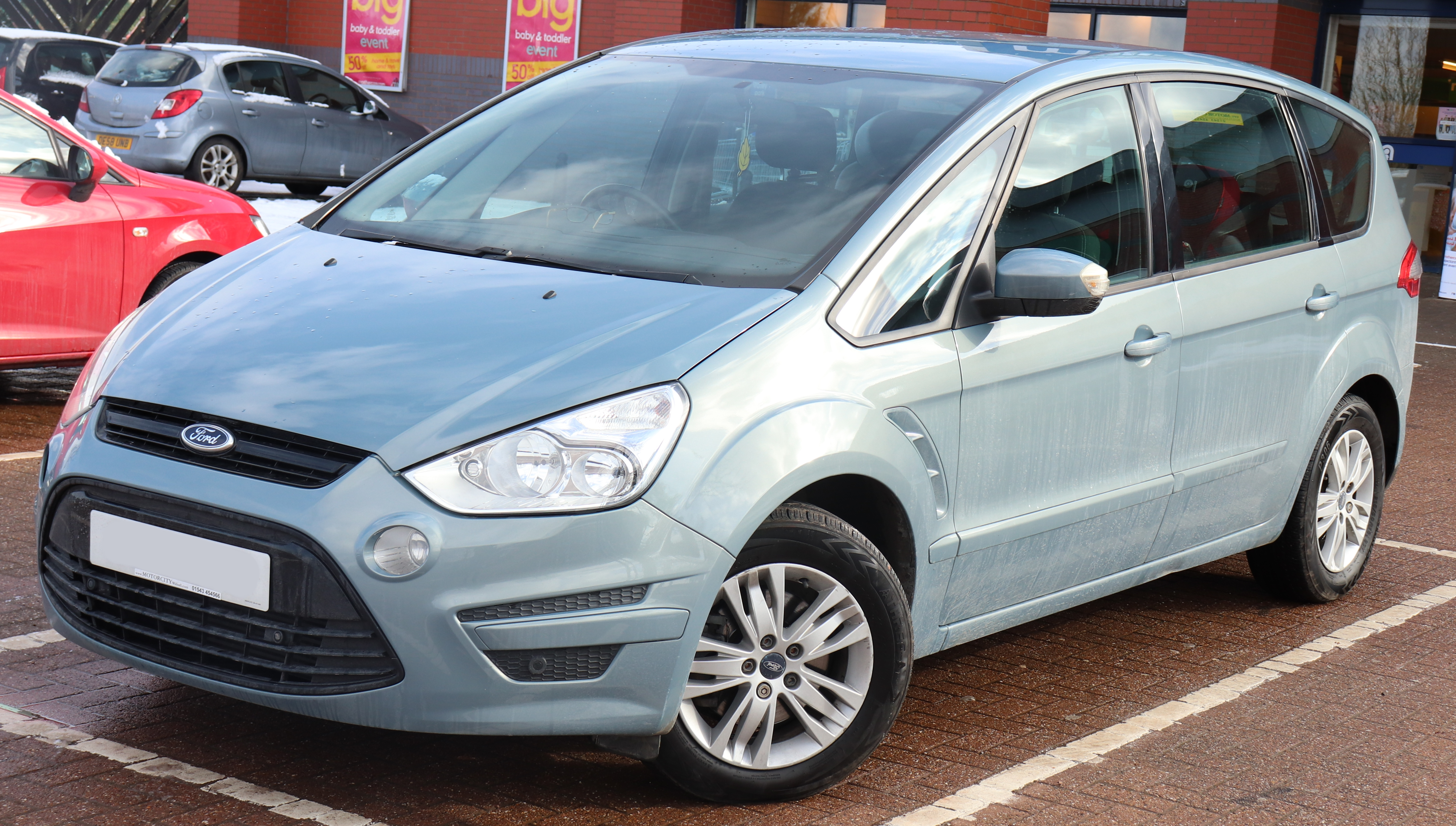
Ford S-Max I po liftingu

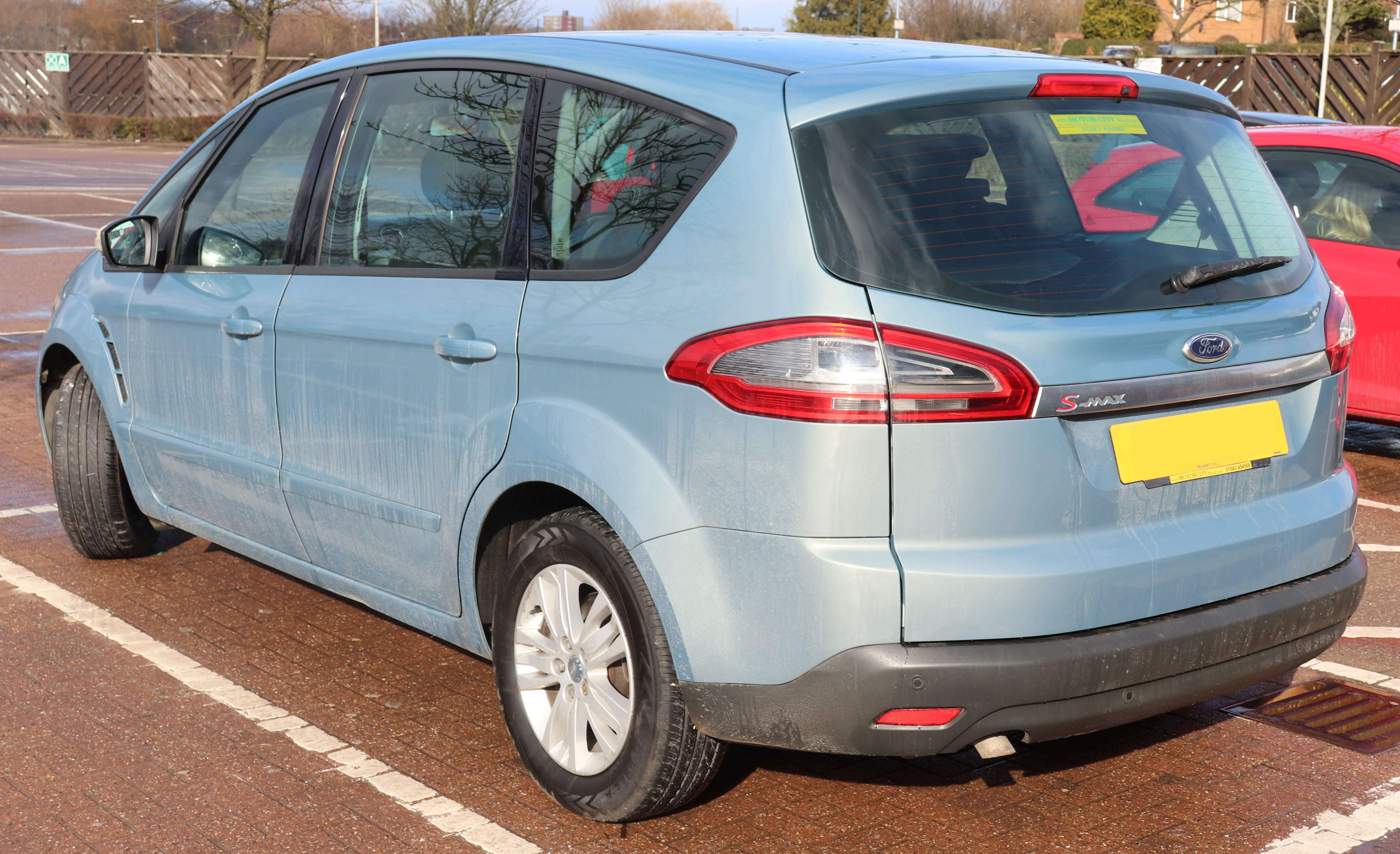
Ford S-Max I - tył po liftingu

Ford S-Max I został po raz pierwszy zaprezentowany podczas targów motoryzacyjnych w Paryżu w 2006 roku. Auto zostało zbudowane na bazie czwartej generacji Forda Mondeo.
Samochód został zaprojektowany zgodnie z nową filozofią marki – Kinetic Design. Wnętrze jest bliźniaczo podobne do wnętrza, które można spotkać w czwartej generacji Mondeo (różnicą są wloty powietrza, których w S-Maksie są 3, a w Mondeo 2 i inny tunel środkowy).
W plebiscycie na Europejski Samochód Roku 2007 model zajął 1. pozycję.
Jesienią 2008 do sprzedaży trafił 175-konny silnik wysokoprężny 2.2 Duratorq TDCi. Motor powstał przy współpracy Forda z koncernem PSA. Dostępny jest wyłącznie w wersji wyposażenia TitaniumS, którą podobnie jak w Mondeo, wyróżniają 18-calowe felgi ze stopów lekkich, zmienione zderzaki (przedni z większym wlotem powietrza, tylny z dyfuzorem i podwójnym wydechem). Wewnątrz zmiana dosięgnęła głównie obić foteli, które są częściowo wykończone skórą przeszyte czerwoną nicią.

### Lifting
W styczniu 2010 zaprezentowano wersję po face liftingu, która zaowocowała zmienionym, nowocześniejszym tyłem z lampami diodowymi i przemodelowanym przednim zderzakiem, który otrzymał diodowe światła do jazdy dziennej. Ford dodał również chromowane zewnętrzne listwy okienne oraz dużą chromowaną listwę na klapie bagażnika. Dodatkowo w środku Ford postarał się o lepsze materiały wykończeniowe. Dach panoramiczny nie jest już dzielony, a podświetlenie podsufitki jest wykonane w technice diodowej. W wersji na rok modelowy 2011 zmianie uległo wykończenie tunelu środkowego, zrezygnowano ze srebrnego wykończenia na rzecz czarnego. Wraz z liftingiem wprowadzono takie systemy jak: radarowy system kontroli martwego pola w lusterkach (BLIS) oraz system kontroli pasa ruchu (LDW).

### Wersje wyposażeniowe
- Gold X
- Ambiente
- Trend
- Titanium
- Titanium S
- Titanium X

### Silniki
Benzynowe:
- 2.0 Duratec: 107 kW/145 KM
- 2.3 Duratec: 118 kW/161 KM – dostępny jedynie automatyczną 6-stopniową skrzynią biegów Durashift EST
- 2.5 Duratec: 162 kW/220 KM – dostępny z 6-stopniową, manualną skrzynią biegów.

Wysokoprężne:
- 1.8 TDCi: 92 kW/125 KM – dostępny z 6-stopniową, manualną skrzynią biegów.
- 2.0 TDCi: 82 kW/115 KM – dostępny z 6-stopniową, manualną skrzynią biegów.
- 2.0 TDCi:  96 kW/130 KM – dostępny w Polsce tylko ze skrzynią automatyczną A6.
- 2.0 TDCi: 103 kW/140 KM – dostępny z 6-stopniową, manualną skrzynią biegów oraz skrzynią automatyczną A6.
- 2.2 TDCi: 129 kW/175 KM – dostępny z 6-stopniową, manualną skrzynią biegów.

### Silniki (FL)
Benzynowe:
- 1.6 EcoBoost SCTi 118 kW/160 KM – dostępny z 6-stopniową, manualną skrzynią biegów.
- 2.0 Duratec 107 kW/145 KM – dostępny również jako Flexifuel (wielopaliwowy: benzyna, mieszanka E85), dostępny z 5-biegową manualną skrzynią biegów.
- 2.0 EcoBoost SCTi 149 kW/203 KM – dostępny zarówno z 6-stopniową, manualną skrzynią biegów jak i dwusprzęgłową automatyczną skrzynią biegów PowerShift.
- 2.0 EcoBoost SCTi 176 kW/240 KM – dostępny zarówno z 6-stopniową, manualną skrzynią biegów jak i dwusprzęgłową automatyczną skrzynią biegów PowerShift.

Wysokoprężne:
- 1.6 TDCi   85 kW/115 KM, dostępny z 6-stopniową, manualną skrzynią biegów.
- 2.0 TDCi 103 kW/140 KM, dostępny zarówno z 6-stopniową, manualną skrzynią biegów jak i dwusprzęgłową automatyczną skrzynią biegów PowerShift (do 2010-09 dostępny także bez filtra DPF – norma Euro IV).
- 2.0 TDCi 120 kW/163 KM, dostępny zarówno z 6-stopniową, manualną skrzynią biegów jak i dwusprzęgłową automatyczną skrzynią biegów PowerShift.
- 2.2 TDCi 129 kW/175 KM dostępny z 6-stopniową, manualną skrzynią biegów (niedostępny od 2010-09).
- 2.2 TDCi 147 kW/200 KM dostępny z 6-stopniową, manualną skrzynią biegów oraz skrzynią automatyczną A6.

## Druga generacja

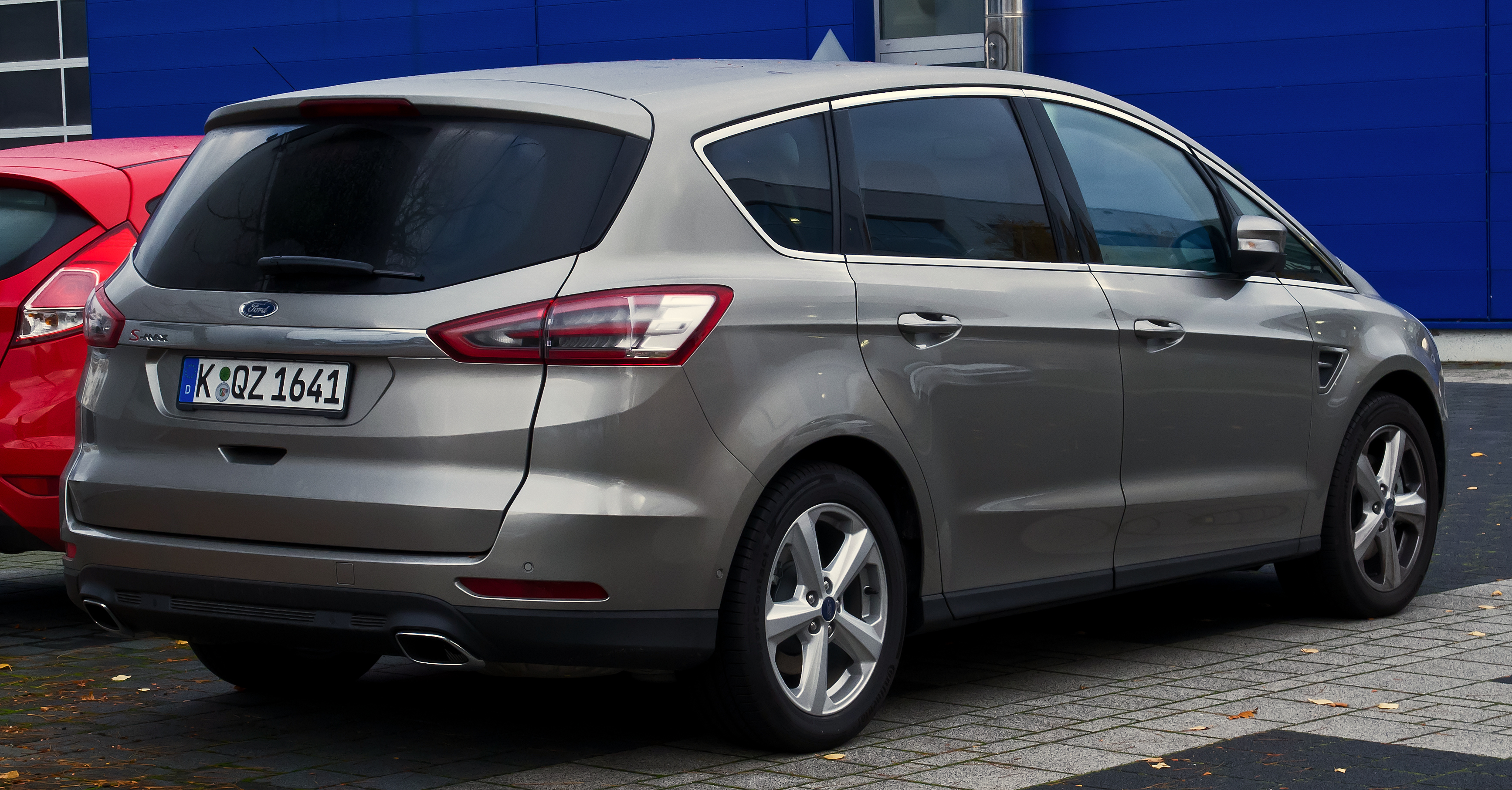
Ford S-Max II – tył

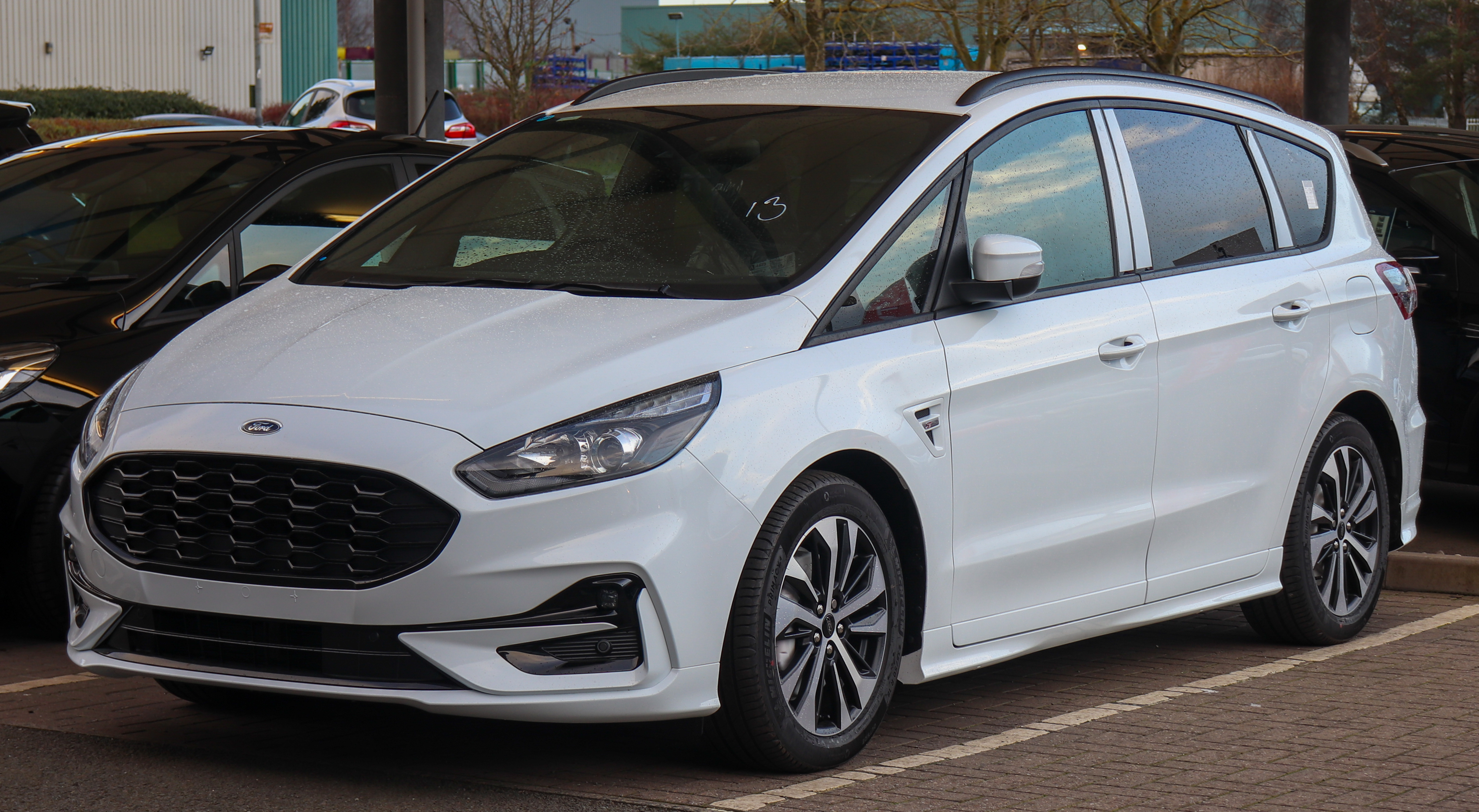
Ford S-Max II po liftingu

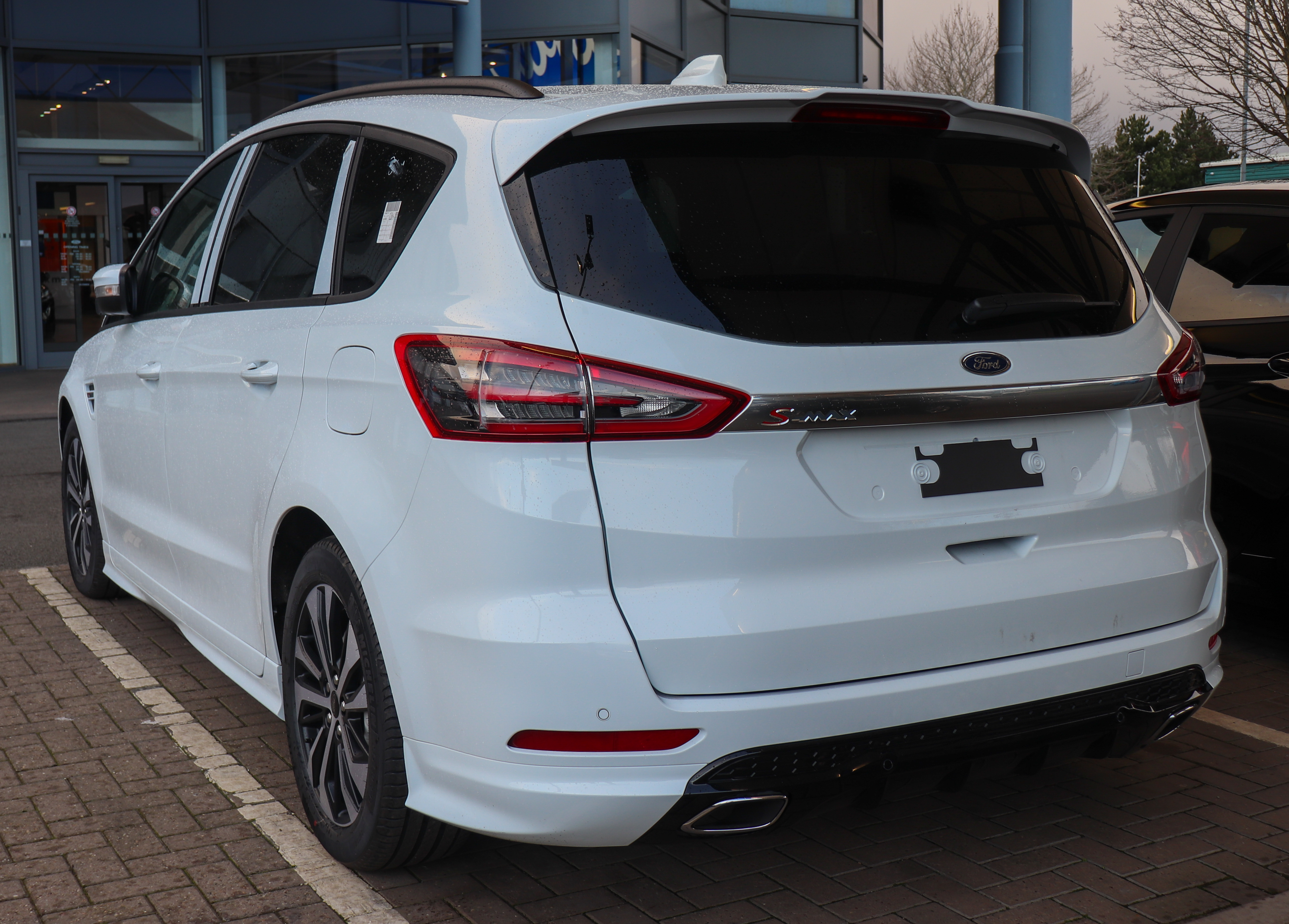
Ford S-Max II - tył po liftingu

Ford S-Max II został zaprezentowany po raz pierwszy w październiku 2014.
Druga generacja pojazdu łączy cechy odświeżonych modeli Focus III i Fiesta VII. Charakterystycznym elementem pojazdu jest masywny grill oraz reflektory przednie. Samochód dzieli płytę podłogową z 5. generacją Mondeo. Auto poprzedził zaprezentowany w kwietniu 2014 roku prototyp pod nazwą Ford Vignale. W samochodzie został zastosowany napęd na wszystkie koła (AWD).
Standardowe wyposażenie pojazdu obejmować ma m.in. elektrycznie podnoszone i opuszczane tylne siedzenia, elektryczną regulację kolumny kierownicy, boczne poduszki powietrzne dla pasażerów drugiego rzędu, przednie fotele z funkcją wentylacji i masażu oraz klapę bagażnika otwieraną ruchem stopy pod zderzakiem.
Wnętrze samochodu posiada duże możliwości konfiguracji, producent podaje, że możliwe będą 32 kombinacje. W S-Max II po raz pierwszy Ford zastosuje opcjonalne innowacyjne światła Dynamic LED z systemem Glare-Free Highbeam. System ten sam wykrywa nadjeżdżające pojazdy i zasłania poszczególne diody, dzięki czemu eliminowana jest ryzyko oślepienia, a jednocześnie nie słabnie intensywność oświetlenia drogi.

### S-Max Hybrid
W 2021 roku zadebiutowała hybrydowa odmiana Forda S-MAX, wyposażona w silnik benzynowy o pojemności 2,5 litra i mocy 190 KM. Pojazd oferowany jest tylko z bezstopniową skrzynią biegów e-CVT.

### Lifting
W październiku 2019 roku Ford przedstawił S-Maxa II po modernizacji, w ramach której pojawił się zupełnie nowy wzór zderzaków, większa atrapa chodnicy w stylu odświeżonego kilka miesięcy wcześniej modelu Mondeo oraz zmiany w liście wyposażenia i jednostkach napędowych.
Pod tą postacią samochód pozostał w produkcji i sprzedaży przez kolejne 4 lata, po wycofaniu w kwietniu 2023 pokrewnego Galaxy pozostając jedynym minivanem w niegdyś obszernej ofercie samochodów Forda z takim nadwoziem w Europie. Także i S-Max został jednak wycofany z produkcji w kwietniu tego samego roku, oznaczając tym samym całkowite wycofanie się firmy z produkcji tradycyjnych, dużych rodzinnych samochodów.

### Silniki
- R4 1.5l EcoBoost 160 KM
- R4 2.0l EcoBoost 240 KM
- R4 2.5l Hybrid 190 KM
- R4 2.0l TDCi 120 KM
- R4 2.0l TDCi 150 KM
- R4 2.0l TDCi 180 KM
- R4 2.0l TDCi 210 KM